# Entoloma rhynchocystidiatum
Entoloma rhynchocystidiatum är en svampart som tillhör divisionen basidiesvampar, och som beskrevs av Machiel Evert ("Chiel") Noordeloos och Liiv. Entoloma rhynchocystidiatum ingår i släktet Entoloma, och familjen Entolomataceae. Arten har ej påträffats i Sverige.